# Буфье, Фолькер
Фолькер Буфье (нем. Volker Bouffier; род. 18 декабря 1951[…], Гисен, Гессен) — германский политик, член ХДС, премьер-министр Гессена (2010—2022).

## Биография
В 1970 году окончил школу Гердера в Гисене, поступил на юридический факультет Гисенского университета и в 1975 году сдал первый государственный экзамен по праву, а в 1977 году — второй. Занимался любительским боксом, состоял в национальной молодёжной сборной команде по баскетболу.
Имеет частную юридическую практику в адвокатском и нотариальном бюро Bouffier & Wolf.
С 1999 года — депутат ландтага Гессена, а также министр внутренних дел и спорта Гессена.
31 августа 2010 года ландтаг Гессена утвердил Буфье в должности премьер-министра голосами 66 депутатов ХДС и СвДП (всего депутатов — 116).
С 1 ноября 2014 по 31 октября 2015 года — председатель бундесрата Германии.
25 февраля 2022 года Буфье объявил об уходе в отставку с должности гессенского премьер-министра с 31 мая 2022 года.

## Семья
Жена — Урсула, у супругов двое сыновей — Фредерик и Фолькер-младший (от первого брака также есть дочь Нина, работает учителем).